# كأس فرنسا 1981–82
كأس فرنسا 1981–82 (بالفرنسية: Coupe de France de football 1981-1982)‏ هو الموسم 65 من كأس فرنسا. أشرف على تنظيمه اتحاد فرنسا لكرة القدم، وفاز فيه باريس سان جيرمان.